# 于埃特尔
于埃特尔（法語：Huêtre，法語發音：[ɥɛtʁ]）是法国卢瓦雷省的一个市镇，位于该省西部偏北，属于奥尔良区。

## 地理
于埃特尔（48°1'8"N, 1°47'44"E）面积13.15 平方千米，位于法国中央-卢瓦尔河谷大区卢瓦雷省，该省份为法国中北部省份，北起埃松省，西北接厄尔-卢瓦省，西南接卢瓦-谢尔省，南至涅夫勒省和谢尔省，东临约讷省，东北接塞纳-马恩省。
与于埃特尔接壤的市镇（或旧市镇、城区）包括：布里西、舍维伊、日迪、苏日。

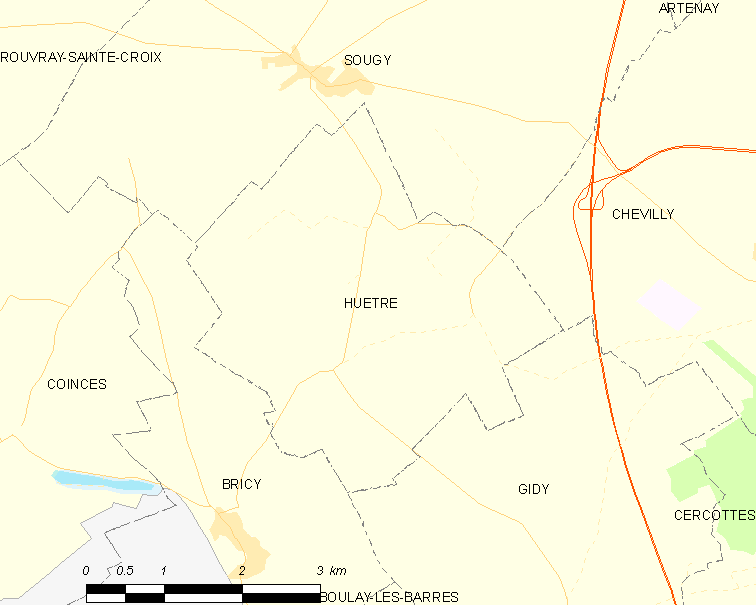
于埃特尔的OSM定位图

于埃特尔的时区为UTC+01:00、UTC+02:00（夏令时）。

## 行政
于埃特尔的邮政编码为45520，INSEE市镇编码为45166。

## 政治
于埃特尔所属的省级选区为卢瓦尔河畔默恩县。

## 人口

1962-2008年间于埃特尔人口变化图示

于埃特尔于2022年1月1日时的人口数量为282人。